# Lonchaea hackmani
Lonchaea hackmani is een vliegensoort uit de familie van de Lonchaeidae. De wetenschappelijke naam van de soort is voor het eerst geldig gepubliceerd in 1981 door Kovalev.